# 岸和田市立八木小学校
岸和田市立八木小学校（きしわだしりつ やぎしょうがっこう）は、大阪府岸和田市大町3丁目にある公立小学校。

## 沿革
- 1873年（明治6年） 泉州第20番小学を設置
- 1874年（明治7年） 泉州第101番小学を設置
- 1875年（明治8年） 泉州第20番小学を箕土路小学と東大路小学に、泉州第101番小学を小松里小学にそれぞれ改称
- 1877年（明治10年） 箕土路小学、東大路小学、小松里小学を合併して高木小学に改称
- 1889年（明治22年） 町村制施行に伴い、八木尋常簡易小学校に改称
- 1893年（明治26年） 簡易科を廃止し、八木尋常小学校に改称
- 1921年（大正10年） 高等科を設置し、八木尋常高等小学校に改称
- 1937年（昭和12年） 八木村と春木町の合併に伴い、高木尋常高等小学校に改称
- 1941年（昭和16年） 国民学校令施行により、泉南郡高木国民学校に改称
- 1942年（昭和17年） 春木町と岸和田市の合併に伴い、岸和田市高木国民学校に改称
- 1944年（昭和19年） 岸和田市八木国民学校に改称
- 1947年（昭和22年） 学校教育法施行により、岸和田市立八木小学校に改称

## 通学区域
- 大町、大町1丁目、大町3～4丁目、西大路町、池尻町（久米田山滝線より北側）、今木町（五月ヶ丘）[1]

※卒業後は基本的に岸和田市立久米田中学校に進学する。